# Jack Norton
Jack Norton, född 2 september 1889 i Brooklyn, New York, död 15 oktober 1958 i Saranac Lake, New York, var en amerikansk skådespelare. Norton medverkade i nära 200 amerikanska Hollywoodfilmer under 1930-talet och 1940-talet, och i majoriteten av dessa blev han typecastad i små roller som alkoholpåverkade herrar och fyllon. I verkligheten var Norton dock nykterist.

## Filmografi (i urval)
- 1934 – En ängel med temperament (ej krediterad)
- 1935 – Den gyllene liljan (ej krediterad)
- 1935 – Det var livat i Paris (ej krediterad)
- 1936 – Efter den gäckande skuggan (ej krediterad)
- 1936 – Gold Diggers 1937 (ej krediterad)
- 1937 – Stjärna sökes[7]
- 1937 – En dag på kapplöpningarna (ej krediterad)
- 1937 – Född till gentleman (ej krediterad)
- 1938 – Skandalen kring Julie (ej krediterad)
- 1939 – Då lagen var maktlös (ej krediterad)
- 1940 – Bankdeckaren
- 1940 – Ingen rädder för spöken (ej krediterad)
- 1941 – Det evigt kvinnliga (ej krediterad)
- 1942 – Dårarnas paradis
- 1942 – Guldfågeln
- 1942 – Flickan från Havana
- 1944 – Miraklet (ej krediterad)
- 1944 – Vandra min väg (ej krediterad)
- 1944 – Ja, må han leva! (ej krediterad)
- 1944 – Dundergubbar (ej krediterad)
- 1945 – Mirakelmannen (ej krediterad)
- 1945 – Ingen hejd på galenskaperna (ej krediterad)
- 1947 – Åh, en sån onsdag